# BMW X2
La BMW X2 è un'autovettura di tipo SUV di segmento C prodotta dalla casa automobilistica tedesca BMW dal 2018 in due generazioni.

## Storia
Con la X2, la casa di Monaco ha introdotto nell'ottobre 2017 un'alternativa più sportiva e compatta della BMW X1, come nel caso di altri modelli X con numeri pari, quali la BMW X4 e la BMW X6. 
La X2 ha visto il lancio di due generazioni di modelli: la prima, siglata F39, è stata prodotta fino alla fine del 2023, quando alla stampa è stata presentata la seconda generazione, siglata U10.

## Galleria d'immagini
Queste sono le due generazioni finora prodotte della X2:
| BMW F39   | BMW U10  |
| --------- | -------- |
|           |          |
|           |          |
| 2018-2023 | dal 2023 |